# حبيل المريم (السبرة)

تعديل مصدري - تعديل

حبيل المريم هي إحدى قرى عزلة الأزهور بمديرية السبرة التابعة لمحافظة إب، بلغ تعداد سكانها 671 نسمة حسب تعداد اليمن لعام 2004.